# Гарскамп
Гарскамп (нід. Harskamp) — село в нідерландській провінції Гелдерланд. Входить до муніципалітету Еде. Перша згадка про населений пункт датується 1333 роком.

## Галерея

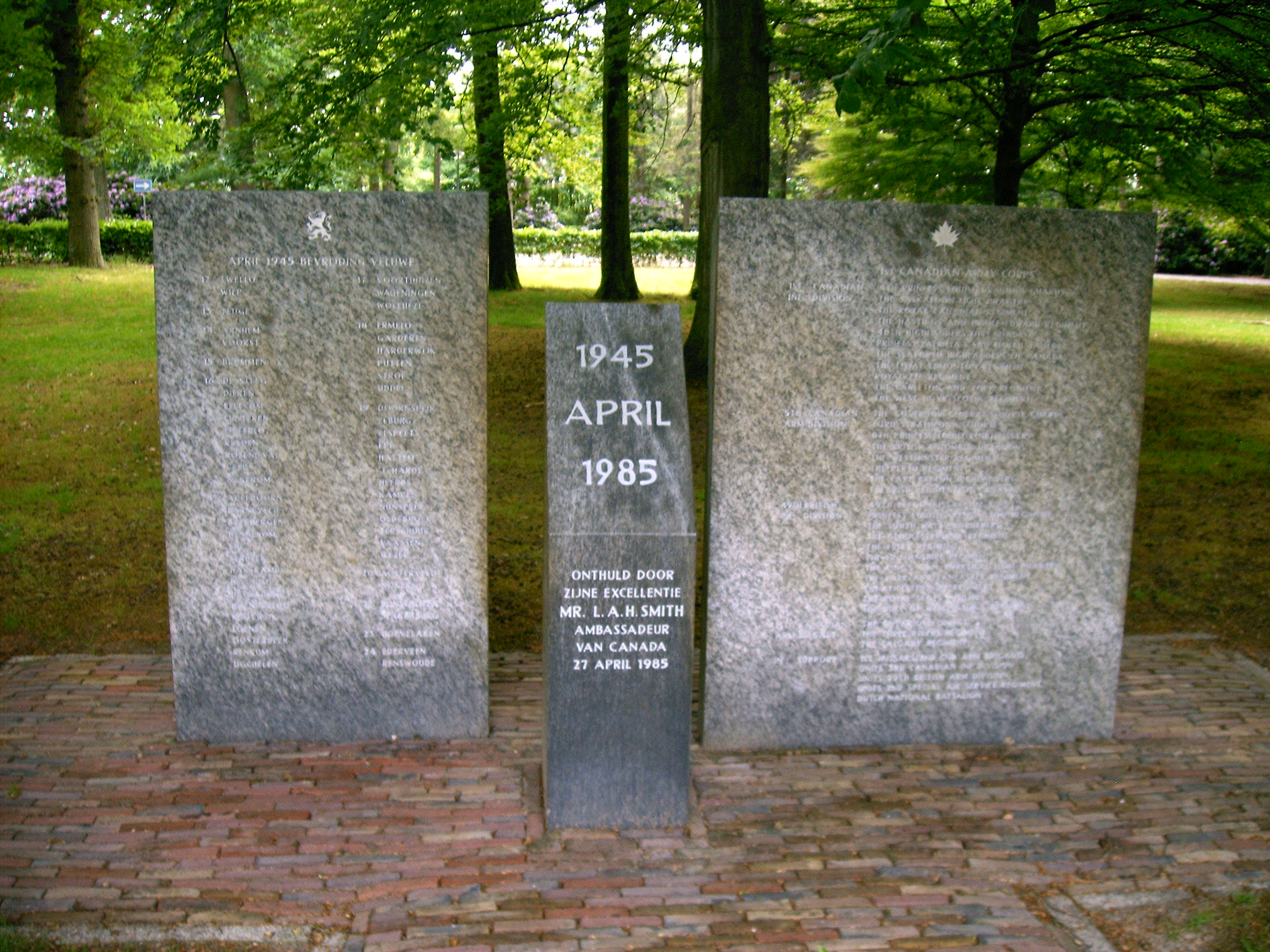
Монумент на честь звільнення села у Другій світовій війні
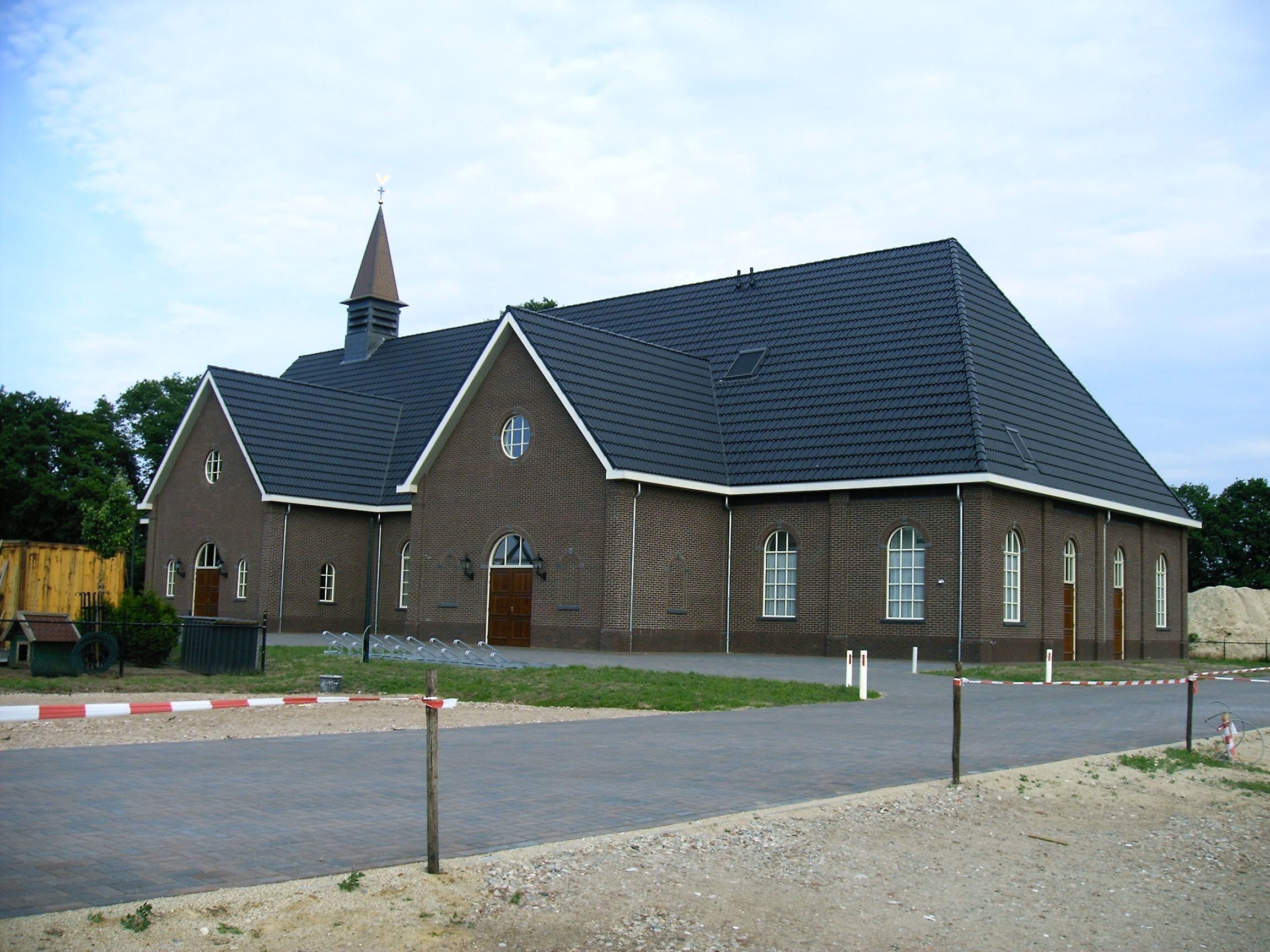
Церква
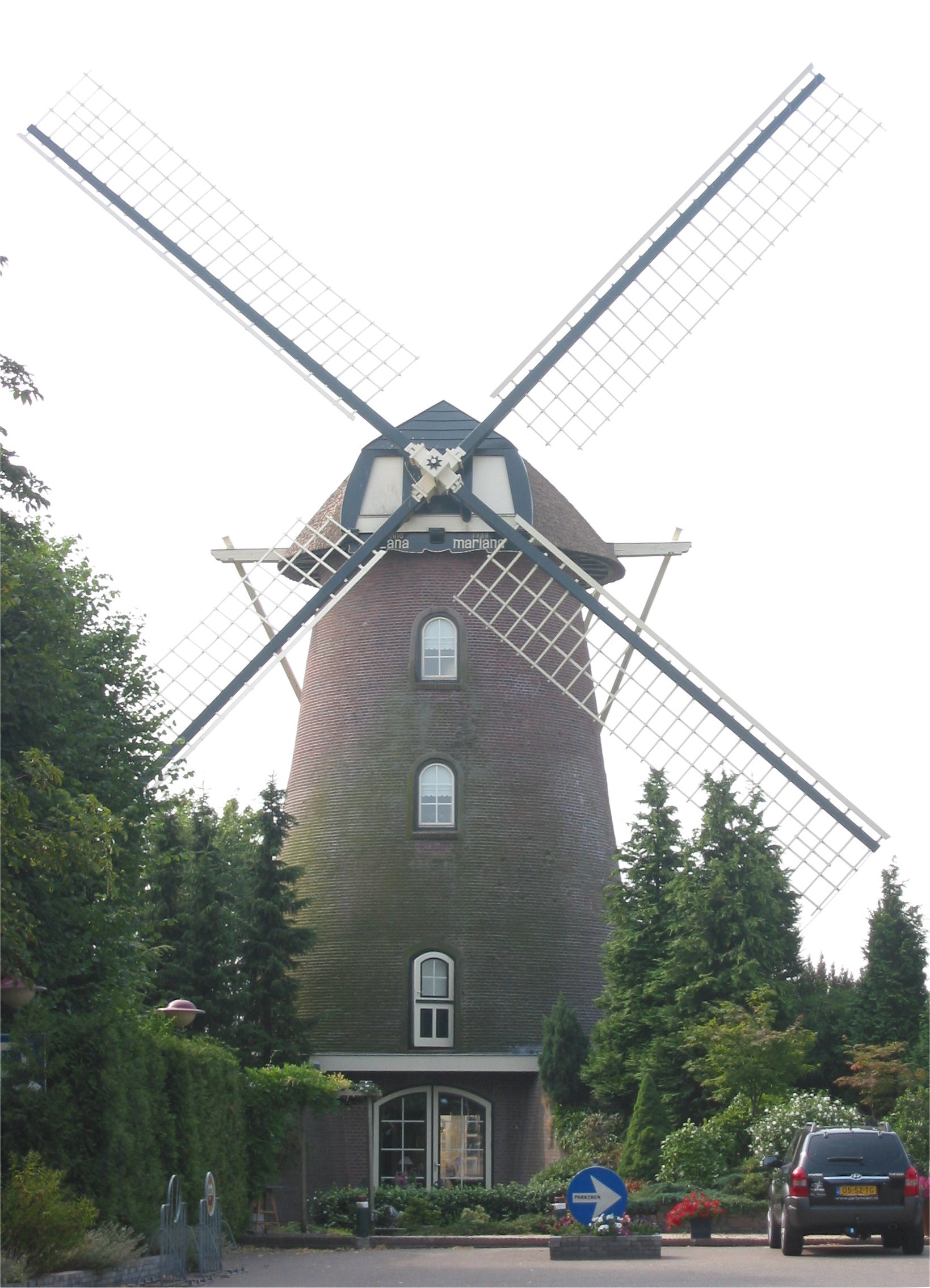
Вітряк